# A Man's Fight
A Man's Fight er en amerikansk stumfilm fra 1919.

## Medvirkende
- Dustin Farnum som Roger Carr
- Dorothy Wallace som Ethel Carr
- J. Barney Sherry som David Carr
- Wedgwood Nowell som Norman Evans
- Harry von Meter som Jarvis